# Acacia prosopoides
Acacia prosopoides é uma espécie de leguminosa do gênero Acacia, pertencente à família Fabaceae.